# Haminu Dramani
Haminu Dramani (Accra, 1 de abril de 1986) é um futebolista profissional ganês que atua como Meia, milita no Lokomotiv Moscou.

## Carreira
Dramani fez parte do elenco da Seleção Ganesa de Futebol na Campeonato Africano das Nações de 2010.

## Títulos
Gana
- Campeonato Africano das Nações: 2010 2º Lugar.